# Paul Kray

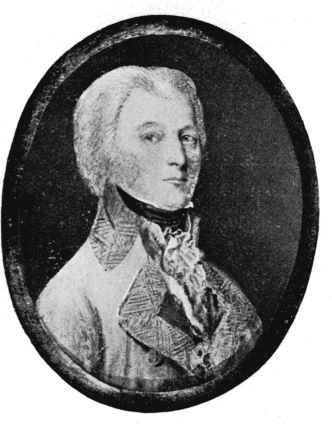
Barón Paul Kray

Barón Paul Kray de Krajova y Topolya (en alemán: Paul Freiherr Kray von Krajova und Topola; en húngaro: Krajovai és Topolyai báró Kray Pál;  5 de febrero de 1735 - 19 de enero de 1804) fue un soldado y general al servicio habsburgo que sirvió durante la Guerra de los Siete Años, la Guerra de Sucesión bávara, la Guerra austro-turca (1787-1791), y las Guerras Revolucionarias francesas.  Nació en Késmárk, ubicada en la Alta Hungría (actualmente Kežmarok, Eslovaquia).
Se retiró del servicio militar temporalmente en 1792 debido a problemas de salud, pero en 1793 retorno al ejército de los Países Bajos de los Habsburgo por petición del Mariscal de Campo Josías de Sajonia-Coburgo-Saalfeld y luchado en la Campaña de Flandes.
En 1799 es nombrado comandante de las fuerzas austriacas en Italia y Coronel del Regimiento de Infantería N.34, título que sostuvo hasta su muerte. El 18 de abril de 1799, Kray fue promovido a Feldzeugmeister. En la campaña de 1800, Kray mandó la fuerza austriaca en el Alto Rin, cargando con la defensa de todas las aproximaciones a Viena a través de los estados alemanes. Fue desastrosamente derrotado en cinco batallas consecutivas por el ejército francés. Después de la Batalla de Neuburg, los franceses adquirieron ambas orillas del río, y adquirieron a la vía fluvial del Danubio hasta el este de Ratisbona. Durante el armisticio, el emperador Francisco II reemplazó a Kray por su hermano el archiduque Juan de Austria; Kray fue liberado del cargo el 28 de agosto de 1800 y se retiró en Pest, Hungría. Murió allí el 19 de enero de 1804.  Por todas sus victorias, por su competitividad feroz en la batalla, los soldados franceses lo conocían como Le terrible Kray, le fils cher de la victoire y aun siendo considerados enemigos, hombres de ambos bando, asistieron a su funeral en 1804.